# Zermelo-verzamelingenleer
De Zermelo-verzamelingenleer is de eerste axiomatische verzamelingenleer; zij stamt van  Ernst Zermelo en is door hem op 30 juli 1907 gedateerd. Het werd op 13 februari 1908 in Band 65 (2e editie) van de Mathematische Annalen gepubliceerd met de titel Untersuchungen über die Grundlagen der Mengenlehre. De Zermelo-verzamelingenleer vormt de grondslag voor de Zermelo-Fraenkel-verzamelingenleer, die nu als een van de fundamenten van de moderne wiskunde geldt.
Om de verzamelingenleer van een solide formele grondslag te voorzien had Bertrand Russell in 1903 zijn typentheorie gepubliceerd. Deze typetheorie was vanwege haar syntactisch gecompliceerde vorm echter weinig toegankelijk. Zermelo koos daarom de elegantere weg van een axiomatische uitbouw van de verzamelingenleer. Zijn zeven verzamelingenleeraxioma's, die allereerst de existentie van verzamelingen moesten verzekeren, bewezen zich als levensvatbaar en vormden in uitgebreidere vorm de basis van de axioma's van de Zermelo-Fraenkel-verzamelingenleer, de volledige afleiding van Cantors verzamelingenleer. Zermelo formuleerde zijn axioma's in verbale vorm; vandaag de dag worden de axioma's meestal in de vorm van de predicatenlogica gegoten. 